# Meridiano 109 E
O meridiano 109 E é um meridiano que, partindo do Polo Norte, atravessa o Oceano Ártico, Ásia, Oceano Índico, Oceano Antártico, Antártida e chega ao Polo Sul. Forma um círculo máximo com o Meridiano 71 W.
Começando no Polo Norte, o meridiano 109º Este tem os seguintes cruzamentos:
| País, território ou mar | Notas |
| ----------------------- | --- |
| Oceano Ártico           | |
| Mar de Laptev           | |
| Rússia                  | Península de Taimir |
| Golfo de Khatanga       | |
| Rússia                  | Passa no Lago Baikal |
| Mongólia                | |
| China                   | Mongólia Interior Shaanxi IMongólia Interior - cerca de 17 km Shaanxi – passa a leste de Xi'an Chongqing Hubei Chongqing Guizhou Hunan Guizhou Guangxi - cerca de 6 km Guizhou Guangxi |
| Golfo de Tonquim        | Passa a leste da Ilha Weizhou, China |
| China                   | Ilha de Hainan |
| Mar da China Meridional | |
| Vietname                | |
| Mar da China Meridional | Passa a leste da ilha de Cù Lao Thu, Vietname |
| Indonésia               | Ilha Serasan |
| Mar da China Meridional | |
| Indonésia               | Bornéu |
| Estreito de Karimata    | Passa a leste das Ilhas Karimata, Indonésia |
| Mar de Java             | |
| Indonésia               | Ilhas de Java e Kambangan |
| Oceano Índico           | |
| Oceano Antártico        | |
| Antártida               | Território Antártico Australiano, reclamado pela Austrália |